# Wincenty Birkenmajer
Wincenty Birkenmajer (1899, Czernichów při Krakově – 17. dubna 1933, Vysoké Tatry) byl jeden z nejvýznamnějších polských horolezců meziválečného období, pedagog, básník a publicista.
Byl synem Ludwika Antoniho Birkenmajera, fyzikem, matematikem a historikem. Byl profesorem polského jazyka, vyučoval polskou literaturu na Liceu Ogólnokształcące im. Bolesława Krzywoustego v Nakło nad Notecią, na gymnáziu v Inowrocławi (od roku 1925) a v Poznani. Působil ve Sboru Kadétow č. 3 v Rawiczi. Byl literárně činný, upravoval časopis Wentylator. Publikoval několik básní a povídek a polský překlad (z angličtiny) díla Dům a svět Rabindranath Tagore (1921).
Od roku 1924 navštěvoval Vysoké Tatry. Byl turistickým průvodcem, vůdcem a členem neformální turistické a horolezecké skupiny, která působila v letech 1927–1930 a jmenovala se Cyrhlanie. Jméno bylo odvozeno od Toporowej Cyrhly, nejvyšší místní části Zakopaného. Její členové byli většinou učitelé středních škol.
Horolezectvím se začal vážněji zabývat v roce 1929, kdy vylezl v tatranských stěnách mnohé těžké cesty a objevil nové. V roce 1930 celé léto prožil v Tatrách. Během 90 dní vylezl okolo 35 nových cest a jejich variant, zejména s partnerem Kazimierz Kupczykom. Jeho cesty, z této sezóny, jsou dodnes oceňovány horolezci. Mezi jinými východní stěna Rohatej veže (1. července), východní stěna Gerlachovského štítu (7. července), východní pilíř Ganku (15. července), východní stěna Bielovodské veže (18. července), jižní stěna Kežmarského štítu (24. srpna) a západní stěna Lomnického štítu (21. června). Jeho lezeckými partnery byly především Jan Kazimierz Dorawski, Stanisław Grónski, Alfred Szczepański, Jan Alfred Szczepański, Witold Henryk Paryski a Tadeusz Pawłowski.
Birkenmajer se zajímal o topografii, tatranské názvosloví a ideologii horolezectví. Byl ochráncem horské přírody a propagátorem bivakování v horském prostředí Vysokých Tater. Zabýval se horskou fotografií. Od roku 1930 publikoval četné popisy horolezeckých výstupů a cest v časopise Taternik a v jiných časopisech.
V roce 1931 byl členem horolezecké expedice v Alpes du Dauphiné ve Francii, kde udělal třetí výstup jižní stěnou na La Meije. Následující rok v podobné expedici na masiv Mont Blanc udělal prvovýstup jihozápadním hřebenem Aiguille du Moine (13. srpna).
Alpské zkušenosti využil během zimních horolezeckých výstupů ve Vysokých Tatrách. Během výstupu se Stanisławem Grónskim na východní pilíř v Galerii Ganku, v dubnu 1933, zemřel v důsledku vyčerpání a podchlazení.
Je pohřben na novém hřbitově na ulici Nowotarska v Zakopaném.